# Jurij Żelabużski
Jurij Andriejewicz Żelabużski (ros. Юрий Андреевич Желябужский; ur. 1888 w Moskwie, zm. 1955 tamże) – radziecki reżyser oraz operator filmowy. Pochowany na Cmentarzu Nowodziewiczym w Moskwie.

## Wybrana filmografia

### Reżyser
- 1925: Miłostki carskiego huzara[2]
- 1927: Triumf białogłowy[3]

### Operator filmowy
- 1922: Polikuszka[2]
- 1924: Aelita
- 1924: Sprzedawczyni papierosów
- 1927: Triumf białogłowy[3]